# 央视动漫集团
央视动漫集团（CCTV Animation Group）是中央广播电视总台下属的动画片制作公司，前身为1991年成立的中国中央电视台青少年中心动画部。2007年3月18日，中国中央电视台青少年中心动画部獨立為央视动画有限公司，在钓鱼台国宾馆举行成立仪式，是中国中央电视台全额投资的公司。2020年1月5日，在原央视动画有限公司基础上汇聚中央广播电视总台相关资源成立央视动漫集团，中共中央宣传部副部长兼中央广播电视总台台长慎海雄在揭牌仪式致词。

## 动画作品
（按：此列表未完成，请补充）
- 玩具之家（1998年）
- 西遊記（1999年）
- 小虎还乡（2003年）
- 哪吒传奇（2003年）
- 梦里人（2005年）
- 围棋少年（2005年）
- 三毛流浪记（2006年）[5]
- 渴望蓝天（2006年）
- 小鲤鱼历险记（2007年）[6]
- 三国演义（2008年）（中日合拍）[7]
- 小牛向前冲（2009年）[8]
- 大角牛梦工厂（2011年）
- 美猴王（2011年）
- 新大头儿子和小头爸爸（2013年）
- 精灵梦叶罗丽（2013年）
- 小不点（2003年）
- 熊猫和小鼹鼠（2017年）
- 篮球旋风（2019年）
- 百鸟朝凤（2019年）
- 熊猫和卢塔（2019年）
- 熊猫和开心球（2021年）
- 熊猫和奇异鸟（2021年）
- 熊猫和小跳羚（2021年）
- 林海雪原（2021年）
- 冰球旋风（2022年）